# Dorcadion lamiae
Dorcadion lamiae är en skalbaggsart som beskrevs av Stefan von Breuning 1962. Dorcadion lamiae ingår i släktet Dorcadion och familjen långhorningar. Inga underarter finns listade i Catalogue of Life.